# Układ równań

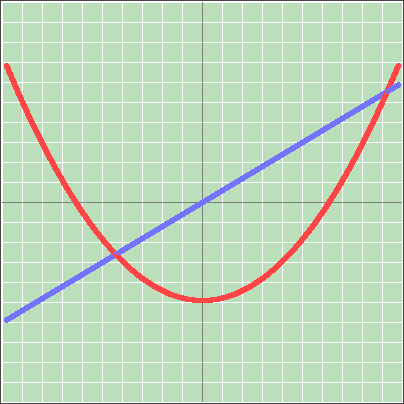
układ równań przedstawiony graficznie: niebieska linia – funkcja liniowa, czerwona linia – funkcja kwadratowa

Układ równań – koniunkcja pewnej liczby równań; liczba ta może być nieskończona.
Rozwiązaniem układu równań jest każde przyporządkowanie wartości (liczb w przypadku układu równań algebraicznych, funkcji w przypadku układu równań funkcyjnych itd.) niewiadomym, które spełniają każde z równań składowych. Innymi słowy rozwiązaniem układu równań jest część wspólna zbiorów rozwiązań wszystkich tych równań.
Układ równań nazywa się sprzecznym, jeżeli nie ma on rozwiązań.

## Historia
Rozwiązywaniem układów równań zajmowano się już ponad 3000 lat temu. Najstarsze przykłady układów równań pochodzą z glinianych tabliczek, odkrytych podczas wykopalisk archeologicznych na terenie starożytnej Babilonii. Układy te są zapisane pismem klinowym, które w niczym nie przypominają współczesnej symboliki matematycznej. Jednak metody ich rozwiązywania przez starożytnych rachmistrzów niewiele różnią się od metod stosowanych dzisiaj.

## Układy równań liniowych
Twierdzenie Kroneckera-Capellego pozwala rozstrzygnąć, czy dany układ równań ma rozwiązanie. Wśród metod rozwiązywania układów równań można wymienić następujące:
- przez podstawianie (wyznaczenie jednej zmiennej z jednego równania i podstawianie do innego tak, by ostatecznie otrzymać jedno równanie),
- przeciwnych współczynników (zmiana współczynników tak, aby po dodaniu równań stronami niektóre ze zmiennych uległy redukcji),
- wzory Cramera,
- metoda eliminacji Gaussa.

W przypadku układu dwóch równań liniowych z dwiema niewiadomymi możliwe przypadki pokazuje tabela:
| Nazwa układu równań | Rozwiązanie algebraiczne                            | Warunek i przykład | Interpretacja graficzna      |
| ------------------- | --------------------------------------------------- | --- | ---------------------------- |
| Oznaczony           | rozwiązaniem jest dokładnie jedna para liczb (x, y) | {\displaystyle W\neq 0,} {\displaystyle {\begin{cases}x-y=4\\[2pt]2x+y=5\end{cases}}}                                        | dwie proste przecinające się |
| Nieoznaczony        | nieskończenie wiele rozwiązań                       | {\displaystyle W=0,~W_{x}=W_{y}=0} {\displaystyle {\begin{cases}4x+5y=2\\[2pt]8x+10y=4\end{cases}}}                          | dwie proste pokrywające się  |
| Sprzeczny           | brak rozwiązań                                      | {\displaystyle W=0,~W_{x}\neq 0} lub {\displaystyle W_{y}\neq 0} {\displaystyle {\begin{cases}x+y=3\\[2pt]x+y=8\end{cases}}} | dwie różne proste równoległe |